# Julio Cobos Moreno
Julio Cobos Moreno (Valdehornillos, 10 de febrero de 1971) es un exfutbolista y entrenador español de fútbol. Actualmente es el entrenador del Club Polideportivo Cacereño que compite en Primera RFEF.

## Trayectoria
En su etapa como jugador militó en equipos como CD Badajoz, UD Talavera, Sevilla Atlético, Xerez CD, Cacereño, Extremadura U.D.,  CD Don Benito y C.D. Santa Amalia.
Su carrera como entrenador comenzó en la temporada 2011/12 en el Cacereño como segundo entrenador de la mano de José Luis Montes.
En la siguiente campaña, pasó a ocupar el puesto de primer entrenador en el Cacereño y consiguió acabar en 12.ª posición  en el grupo IV de Segunda División B.
El 19 de junio de 2013, es presentado como nuevo entrenador del Villanovense que por entonces militaba en Tercera División de España aunque con un proyecto sólido para intentar ascender de nuevo a Segunda División B, categoría que perdió la temporada anterior. En su primera temporada a los mandos del Villanovense consiguió unos espectaculares registros al alcanzar la cifra récord de 100 puntos y coronarse como campeón de liga del grupo XIV de la Tercera División de España de la temporada 2013/14. No obstante, el objetivo del club era ascender a Segunda División B y lo consiguió.
En la temporada 2014/15, en su segunda temporada al frente del Villanovense dio la sorpresa al estar luchando por los puestos de la parte alta de la tabla del grupo IV de Segunda División B y terminando en 4.ª posición logrando clasificar al club para los Play-offs de ascenso a Segunda División por primera vez en su historia aunque quedó eliminado en la primera eliminatoria frente al Bilbao Athletic.
En la temporada 2015/16, obtuvo su mayor éxito como entrenador hasta la fecha con el Villanovense ya que logró clasificar al equipo, tras disputar las rondas previas, para los dieciseisavos de final de la Copa de S.M. el Rey por primera vez en su historia.
Acontecimiento que siempre será recordado en la ciudad de Villanueva de la Serena (Badajoz). Celebrado el sorteo éste determinó que el Villanovense se mediría al por entonces campeón de la competición, el F.C. Barcelona, que además unos meses antes también había logrado alzarse con la Champions League y la Liga española. El partido de ida disputado en Villanueva de la Serena el 28 de octubre de 2015 ante 11.000 espectadores terminó con el resultado de empate a 0 perdiendo 6 a 1 en la vuelta en el Camp Nou. Tres meses después de la gesta fue cesado del club serón por los malos resultados que habían llevado al equipo a posiciones peligrosas.
En diciembre de 2016, firma por la Real Balompédica Linense, también conocida popularmente como La Balona  a la que lograría salvar de los puestos de descenso en los que se encontraba sumido el club en el grupo IV de Segunda División B a su llegada manteniendo así la categoría en la temporada 2016/17.
En la temporada 2017/18, las cosas no fueron sencillas para Julio Cobos ya que tras salvar a la La Balona del descenso en la anterior campaña, el inicio de esta fue irregular y el equipo titubeó con los puesto de abajo. A mediados de abril de 2018 fue destituido.
El 9 de octubre de 2018, Julio Cobos regresa al Villanovense, club con el que vivió su mejor etapa como entrenador que en esos momentos atravesaba una racha de malos resultados y se encontraba en puestos de descenso.
. Pese a que comenzó con buen pie clasificando al club por segunda vez en su historia para los dieciseisavos de final de la Copa de S.M. el Rey, donde se enfrentó al  Sevilla FC empatando a cero en la ida y perdiendo tras un gran partido en el  Estadio Sánchez-Pizjuán 1-0, finalmente se consumó el descenso a Tercera División al terminar en 18.ª posición.
En el verano de 2019 firma por el Cacereño, club donde comenzó su carrera como entrenador hace 8 años.

## Clubes como técnico
| Club                        | País   | Año        |
| --------------------------- | ------ | ---------- |
| Club Polideportivo Cacereño | España | 2012-2013  |
| Club de Fútbol Villanovense | España | 2014-2016  |
| Real Balompedica Linense    | España | 2016-2018  |
| Club de Fútbol Villanovense | España | 2018- 2019 |
| Club Polideportivo Cacereño | España | 2019- act. |